# Пакетт, Ральф
Ральф Пакетт-младший (англ. Ralph Puckett Jr.; 8 декабря 1926, Тифтон, Джорджия — 8 апреля 2024, Колумбус, Джорджия) — офицер армии США. В ходе Корейской войны за командование отрядом в 51 рейнджера при защите высоты 205 от нескольких сот китайских солдат 25 ноября 1950 года удостоился креста «За выдающиеся заслуги» а в 2021 году был награждён за этот подвиг высшей военной наградой США — медалью Почёта. 19 июля 1996 года стал почётным полковником 75-го полка рейнджеров После кончины Хироси Миямуры 29 ноября 2022 года был последним живущим из награждённых медалью Почёта участников Корейской войны.

## Биография
Пакетт родился 8 декабря 1926 года в г. Тифтон, штат Джорджия и там же вырос. Посещал Тифтон хай-скул, затем Бейлор-скул (в то время это была военная академия в г. Чаттануга, штат Теннеси). В 1943 году поступил в Технологический институт Джорджии а во время Второй мировой войны вступил в армию США. В том же году он стал игл-скаутом.
С 1943 по 1945 годы Пакетт служил в корпусе резерва армии. В июле 1946 года поступил а в 1949 году окончил военную академию США в Уэст-Пойнте, во время учёбы был капитаном армейской боксёрской команды. Он получил звание второго лейтенанта пехоты и был отправлен в Японию, где вызвался добровольцем в рейнджеры. Когда ему сообщили что в 8-й роте рейнджеров нет свободных вакансий для офицера в звании лейтенанта, он ответил, что «возглавит взвод или пойдёт простым стрелком», эта позиция была на несколько ступеней ниже по лейтенантской должности. Полковник Макги, отвечавший за формирование роты, был настолько впечатлён отношением Пакетта к службе, что поставил его командовать ротой, обычно этот пост занимали офицеры в звании капитана. 11 октября 1950 года восьмая рота рейнджеров вступила в Корейскую войну. Рота осуществляла рейды, как днём так и ночью.
25 ноября 1950 года в ходе битвы за Чхончхон рота Пакетта захватила высоту 205, стратегический пункт, позволяющий вести наблюдение над рекой Чосон. Отряд в 51 рейнджер мог быть атакован со всех сторон и даже оказаться в полном окружении, поскольку находился в миле от ближайшей союзной части. К счастью для рейнджеров, часть ночи они располагали артиллерийской поддержкой. Вечером Пакетт выполнил серию всё более опасных заданий, помогая артиллерии пристрелять окружающую местность, чтобы располагать артиллерийской поддержкой в случае отражения новых атак противника.
В 22 часа вечера китайцы дали залп из миномётов по позиции рейнджеров. В следующие 4,5 часа китайцы предприняли шесть штурмов высоты. Несколько раз Пакетту пришлось наводить огонь артиллерии в опасной близости от позиций рейнджеров. В ходе сражения он получил несколько ранений, одно осколками гранаты и два от мин, попавших в его укрытие. Теряя сознание от ран, он приказал своим людям оставить его и покинуть позицию. Двое рейнджеров Дэвил Л. Полок (David L. Pollock) и Билли Дж. Уоллс (Billy G. Walls) ослушались его приказа и потащили его с высоты, а после оказавшись под обстрелом из лёгкого стрелкового оружия волокли его по земле. Пакетт был эвакуирован в тыл и около года находился в госпитале, лечась от ран, полученных этой ночью. За свои действия Пакетт удостоился креста «За выдающиеся заслуги», в 2021 году награда быа повышена до медали Почёта. Поллок и Уоллс удостоились медалей «Серебряная звезда»
После войны в Корее Пакетт прослужил более двух лет в отделе рейнджеров пехотной школы армии США в качестве командира дивизиона горных рейнджеров. На посту первого советника-рейнджера американской армейской миссии в Колумбии он основал там школу рейнджеров. Позднее от командовал группами В и С 10-й группе специальных сил в Германии. В 1967 году подполковник Пакетт командовал вторым батальоном 502-го парашютного полка 101-й воздушно-десантной дивизии во Вьетнаме. Там он удостоился второго креста «За выдающиеся заслуги» за своё героическое командование в августе 1967 года. В ходе тяжёлой ночного боя с Вьетконгом возле Чу Ла он выходил на открытое место под обстрел и вдохновлял своих солдат, которые сплотились, чтобы отразить атаку северовьетнамцев. Командир стрелкового взвода, готовившийся к последнему бою, вспоминал, как полковник Пакетт подействовал на измотанных солдат: «… весть о прибытии полковника Пакетта распространилась, как лесной пожар. Мы все воспрянули и поняли, что теперь ничего плохого не может случиться, потому что Рейнджер был с нами…»

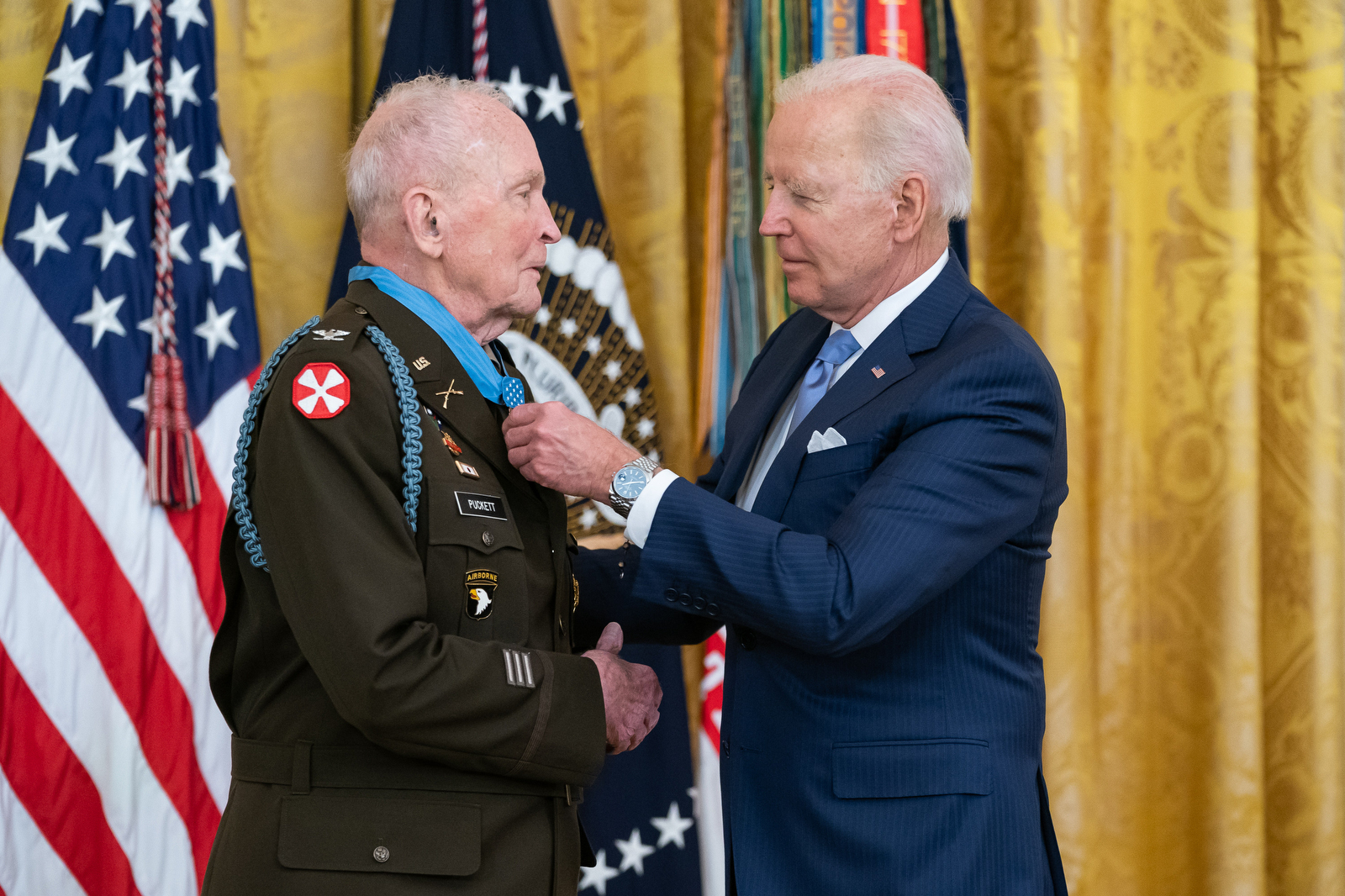
Президент США Джо Байден вручает медаль Почёта Пакетту, 2021 год

Полковник Пакетт ушёл в отставку в 1971 году после 22 лет службы. Он стал координатором национальных программ в Outward Bound, Inc. Впоследствии Пакетт основал программу лидерства и командной работы Discovery, Inc. После нескольких лет успешного руководства этой компанией в Херндоне, штат Виргиния Пакетт перебрался в Атланту и запустил программу Discovery (открытие) в корпорации частных школ The Westminster Schools, которая приобрела известность на национальном уровне. В 1984 году Пакетт занял пост исполнительного вице-президента компании MicroBilt, Inc, производящей компьютерное оборудование и программы. Пакетт активно участвовал в военных делах и в работе школы рейнджеров. Он был первым введён  в зал славы рейнджеров в 1992 году. С 1996 по 2006 годы он служил почётным полковником 75-го полка рейнджеров и был за это награждён армейской медалью «За выдающуюся гражданскую службу». Он часто выступал на выпускных и других мероприятиях в Форт-Беннинге и был почётным инструктором пехотной школы. В 1997 году он получил орден св. Мориса и избран рейнджером года пехотных рот рейнджеров Корейской войны. В 1999 году он был введён в собрание орлов ВВС. В 2004 году введён в зал славы г. Тифтон, штат Джорджия и был назначен послом доброй воли института Западного полушария по сотрудничеству в области безопасности как выдающийся выпускник военной академии США. В 2007 году он был выбран для награждения премией Doughboy Award пехоты. Пакетт является автором Words for Warriors: A Professional Soldier's Notebook и многочисленных статей в прессе.
Пакетт проживал в Колумбусе, штат Джорджия со своей женой Джейн (урожд. Мартин). У них были две дочери (Джейн и Марта), сын Томас и шестеро внуков и внучек (Лорен, Диксон, Марта Ли, Джейн, Сара и Джек). Одна из дочерей умерла раньше него.
30 ноября 2021 года Пакетту сообщили о недавнем решении наградить его медалью Почёта за его действия 25 ноября 1950 года. Он получил медаль на церемонии в Белом доме из рук президента США Джо Байдена 21 мая 2021 года.
Скончался 8 апреля 2024 года во сне в своём доме в Колумбусе, штат Джорджия в возрасте 97 лет.

## Наградная запись к медали Почёта
За необычайный героизм в связи с военными действиями против вооружённого противника ООН на посту командира 8-й роты рейнджеров армейской части №8213, 8-й армии США. Первый лейтенант Пакетт отличился благодаря необычайному героизму в бою против сил вражеского агрессора близ Унсана, Корея 25-26 ноября 1950 года. С полным пренебрежением к собственной безопасности первый лейтенант Пакетт провёл свою роту через 800 ярдов открытого пространства под плотным вражеским обстрелом из лёгкого стрелкового оружия и захватил цель, назначенную его роте. Выполняя эту боевую задачу он намеренно вставлял себя под огонь вражеского пулемёта, чтобы его люди могли засечь местонахождение вражеских пулемётов. После захвата цели он руководил подготовкой оборонительных позиций к ожидаемой вражеской контратаке. В 22.00 25 ноября руководя обороной позиции против сильной контратаки противника, он был ранен в правое плечо. Отказавшись от эвакуации он продолжал командовать ротой в ходе более четырёх контратак численно превосходящего противника. Противнику удалось подойти на расстояние броска гранаты, после чего он был отброшен. Во время этих атак он покидал безопасное укрытие в своей ячейке выходя под плотный вражеский стрелковый и миномётный обстрел чтобы наблюдать за перемещениями противника и наводить артиллерийский огонь. Во время шестой контратаки в 03.00 26 ноября 1950 года он получил новое ранение, настолько серьёзное, что не мог передвигаться. Понимая, что его рота будет вот-вот разбита и вынуждена отойти он приказал своим людям оставить его чтобы не подвергать их опасности во время отхода. Необычайный героизм первого лейтенанта Пакетта и его полное посвящение себя долгу поддержали высочайшие традиции военной службы и принесли великую славу ему, его части и армии США.
Оригинальный текст (англ.) 
For extraordinary heroism in connection with military operations against an armed enemy of the United Nations while serving as Commanding Officer of the 8th Ranger Company, 8213th Army Unit, 8th U.S. Army. First Lieutenant Puckett distinguished himself by extraordinary heroism in action against enemy aggressor forces near Unsan, Korea, on 25 and 26 November 1950. With complete disregard for his personal safety, First Lieutenant Puckett led his company across eight hundred yards of open terrain under heavy enemy small-arms fire and captured the company's objective. During this operation he deliberately exposed himself to enemy machine-gun fire to enable his men to spot locations of the machine guns. After capturing the objective, he directed preparation of defensive positions against an expected enemy counterattack. At 2200 hours on 25 November 1950, while directing the defense of his position against a heavy counterattack, he was wounded in the right shoulder. Refusing evacuation, he continued to direct his company through four more counterattacks by a numerically superior force who advanced to within grenade range before being driven back. During these attacks, he left the safety of his foxhole in order to observe movements of the enemy and to direct artillery fire. In so doing, he repeatedly exposed himself to heavy small-arms and mortar fire. In the sixth counterattack, at 0300 hours on 26 November 1950, he was wounded again, so seriously that he was unable to move. Detecting that his company was about to be overrun and forced to withdraw, he ordered his men to leave him behind so as not to endanger their withdrawal. Despite his protests, he was dragged from the hill to a position of safety. First Lieutenant Puckett's extraordinary heroism and devotion to duty were in keeping with the highest traditions of the military service and reflect great credit upon himself, his unit, and the United States Army.

## Награды и знаки отличия

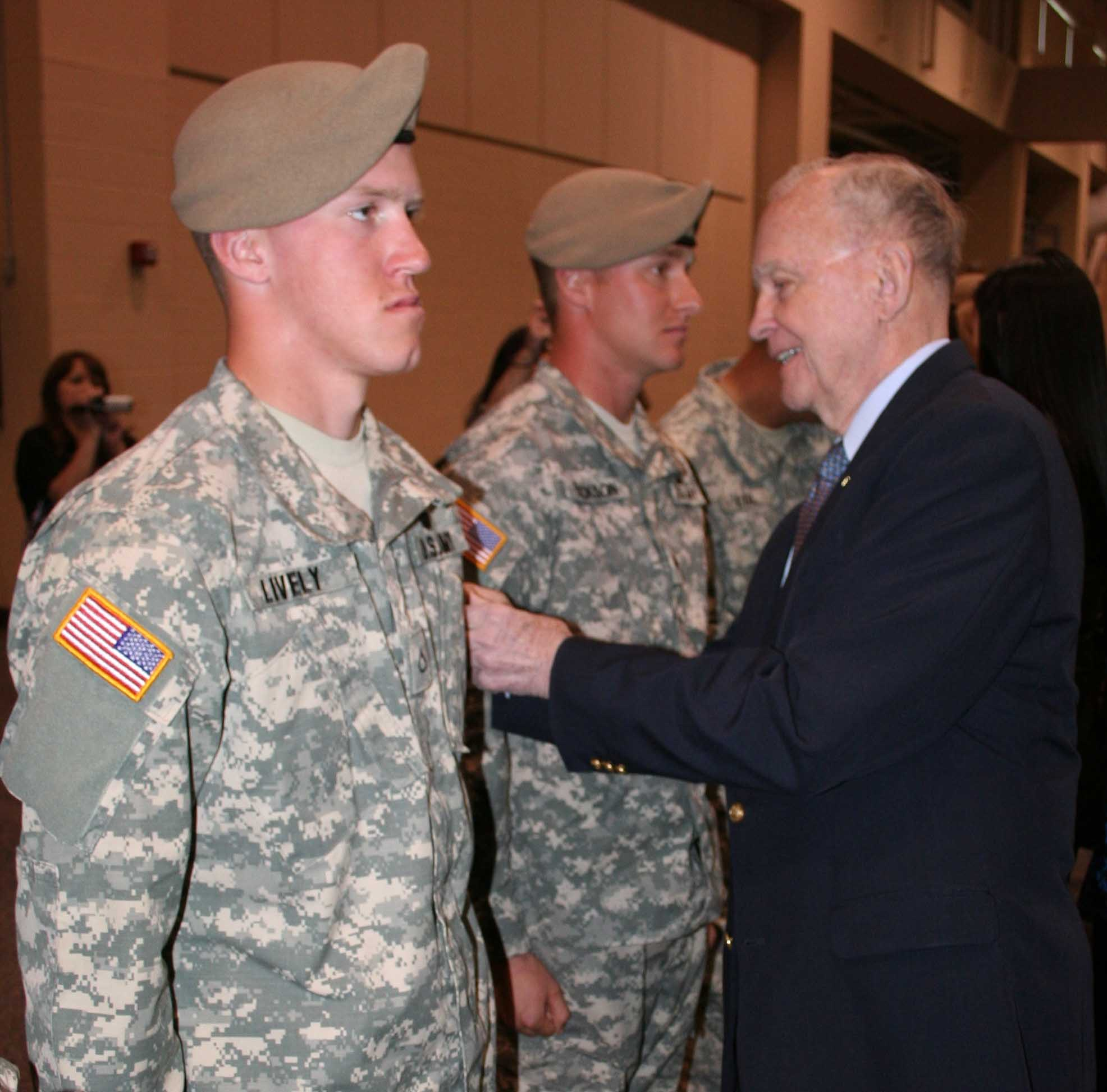
Пакетт с рейнджерами, 2010 год.

|  |                                 |  |                                 |
|  |                                 |  |                                 |
|  | Бронзовый пучок дубовых листьев |  |                                 |
|  |                                 |  |                                 |
|  |                                 |  | Бронзовый пучок дубовых листьев |
|  |                                 |  |                                 |
|  |                                 |  |                                 |
|  |                                 |  |                                 |
|  |                                 |  |                                 |

| Badge   | Значок боевого пехотинца с одной звездой (2-я награда)                                  | Значок боевого пехотинца с одной звездой (2-я награда)                                  | Значок боевого пехотинца с одной звездой (2-я награда)                                  | Значок боевого пехотинца с одной звездой (2-я награда)                                  | Значок боевого пехотинца с одной звездой (2-я награда)                                  | Значок боевого пехотинца с одной звездой (2-я награда)                                  | Значок боевого пехотинца с одной звездой (2-я награда)                                  | Значок боевого пехотинца с одной звездой (2-я награда)                                  | Значок боевого пехотинца с одной звездой (2-я награда)                                  | Значок боевого пехотинца с одной звездой (2-я награда)                                  | Значок боевого пехотинца с одной звездой (2-я награда)                                  | Значок боевого пехотинца с одной звездой (2-я награда)                                  |
| 1-й ряд | Медаль Почёта Выдана на замену кресту «За выдающиеся заслуги» за действия на высоте 205 | Медаль Почёта Выдана на замену кресту «За выдающиеся заслуги» за действия на высоте 205 | Медаль Почёта Выдана на замену кресту «За выдающиеся заслуги» за действия на высоте 205 | Медаль Почёта Выдана на замену кресту «За выдающиеся заслуги» за действия на высоте 205 | Медаль Почёта Выдана на замену кресту «За выдающиеся заслуги» за действия на высоте 205 | Медаль Почёта Выдана на замену кресту «За выдающиеся заслуги» за действия на высоте 205 | Медаль Почёта Выдана на замену кресту «За выдающиеся заслуги» за действия на высоте 205 | Медаль Почёта Выдана на замену кресту «За выдающиеся заслуги» за действия на высоте 205 | Медаль Почёта Выдана на замену кресту «За выдающиеся заслуги» за действия на высоте 205 | Медаль Почёта Выдана на замену кресту «За выдающиеся заслуги» за действия на высоте 205 | Медаль Почёта Выдана на замену кресту «За выдающиеся заслуги» за действия на высоте 205 | Медаль Почёта Выдана на замену кресту «За выдающиеся заслуги» за действия на высоте 205 |
| 2-й ряд | Крест «За выдающиеся заслуги»                                                           | Крест «За выдающиеся заслуги»                                                           | Крест «За выдающиеся заслуги»                                                           | Серебряная звезда с дубовым листом                                                      | Серебряная звезда с дубовым листом                                                      | Серебряная звезда с дубовым листом                                                      | Орден «Легион почёта» с двумя дубовыми листьями                                         | Орден «Легион почёта» с двумя дубовыми листьями                                         | Орден «Легион почёта» с двумя дубовыми листьями                                         | Бронзовая звезда с литерой "V" и дубовым листом                                         | Бронзовая звезда с литерой "V" и дубовым листом                                         | Бронзовая звезда с литерой "V" и дубовым листом                                         |
| 3-й ряд | Пурпурное сердце с четырьмя дубовыми листьями                                           | Пурпурное сердце с четырьмя дубовыми листьями                                           | Пурпурное сердце с четырьмя дубовыми листьями                                           | Медаль военно-воздушных сил с 9 дубовыми листьями                                       | Медаль военно-воздушных сил с 9 дубовыми листьями                                       | Медаль военно-воздушных сил с 9 дубовыми листьями                                       | Похвальная медаль (армия)                                                               | Похвальная медаль (армия)                                                               | Похвальная медаль (армия)                                                               | United States Special Operations Command Medal                                          | United States Special Operations Command Medal                                          | United States Special Operations Command Medal                                          |
| 4-й ряд | Army Distinguished Public Service Medal                                                 | Army Distinguished Public Service Medal                                                 | Army Distinguished Public Service Medal                                                 | Медаль «За Американскую кампанию»                                                       | Медаль «За Американскую кампанию»                                                       | Медаль «За Американскую кампанию»                                                       | Медаль Победы во Второй мировой войне (США)                                             | Медаль Победы во Второй мировой войне (США)                                             | Медаль Победы во Второй мировой войне (США)                                             | Медаль «За службу национальной обороне» с дубовым листом                                | Медаль «За службу национальной обороне» с дубовым листом                                | Медаль «За службу национальной обороне» с дубовым листом                                |
| 5-й ряд | Медаль «За службу в Корее» с тремя бронзовыми звёздами за службу                        | Медаль «За службу в Корее» с тремя бронзовыми звёздами за службу                        | Медаль «За службу в Корее» с тремя бронзовыми звёздами за службу                        | Медаль «За службу во Вьетнаме» с тремя звёздами за службу                               | Медаль «За службу во Вьетнаме» с тремя звёздами за службу                               | Медаль «За службу во Вьетнаме» с тремя звёздами за службу                               | Крест «За храбрость» (Южный Вьетнам) с пальмовым листом                                 | Крест «За храбрость» (Южный Вьетнам) с пальмовым листом                                 | Крест «За храбрость» (Южный Вьетнам) с пальмовым листом                                 | Медаль «За гражданские действия» (Южный Вьетнам) первый класс                           | Медаль «За гражданские действия» (Южный Вьетнам) первый класс                           | Медаль «За гражданские действия» (Южный Вьетнам) первый класс                           |
| 6-й ряд | Knight of the Order of Military Merit José María Córdova                                | Knight of the Order of Military Merit José María Córdova                                | Knight of the Order of Military Merit José María Córdova                                | Благодарность президента Республики Корея                                               | Благодарность президента Республики Корея                                               | Благодарность президента Республики Корея                                               | Медаль «За службу ООН в Корее»                                                          | Медаль «За службу ООН в Корее»                                                          | Медаль «За службу ООН в Корее»                                                          | Медаль «За кампанию во Вьетнаме» (Южный Вьетнам)                                        | Медаль «За кампанию во Вьетнаме» (Южный Вьетнам)                                        | Медаль «За кампанию во Вьетнаме» (Южный Вьетнам)                                        |
| Пряжки  | Master Parachutist Badge                                                                | Master Parachutist Badge                                                                | Master Parachutist Badge                                                                | Master Parachutist Badge                                                                | Master Parachutist Badge                                                                | Master Parachutist Badge                                                                | Glider Badge                                                                            | Glider Badge                                                                            | Glider Badge                                                                            | Glider Badge                                                                            | Glider Badge                                                                            | Glider Badge                                                                            |
| Пряжкиs | Special Forces Tab                                                                      | Special Forces Tab                                                                      | Special Forces Tab                                                                      | Special Forces Tab                                                                      | Special Forces Tab                                                                      | Special Forces Tab                                                                      | Ranger Tab                                                                              | Ranger Tab                                                                              | Ranger Tab                                                                              | Ranger Tab                                                                              | Ranger Tab                                                                              | Ranger Tab                                                                              |

Пакетт также удостоился ордена св. Мориса
Он получил пряжку улан колумбийской армии, три пряжки заморской службы, пряжку 101-й воздушно-десантной дивизии, нарукавный знак восьмой армии, пряжку штаба армии и значок 75-го полка рейнджеров.
8 июня 2012 года в честь Пакетта был назван участок дороги первой дивизии, идущий от конца шоссе 185 к обзорной дороге Форта Беннинг.
В честь полковника Пакетта учреждена серия за лидерство.
Первая награда вручается победителю соревнования среди младших офицеров полка рейнджеров, который выделяется среди своих сверстников своим целеустремленным отношением. Конкурс длится три дня и ночи и состоит из нескольких различных тестов физической подготовки, стрельбы из оружия, военных навыков, подготовки эссе и выступления перед советом офицеров и старших унтер-офицеров. Обладатель этой награды полка становится участником общеармейского конкурса на премию Макартура.
Вторая награда вручается выпускнику окончившему с отличием курсы рейнджеров армии США. Для награждения нужно  показать успешную работу на каждой руководящей должности, завершить сложный курс подготовки рейнджеров, не задерживаясь ни на одном этапе и заслужить признание своих однокурсников.
Третья награда присуждается офицеру, прошедшему курс подготовки капитанов на манёврах, который продемонстрировал исключительное лидерство и образцовую физическую форму, неизменно высокий успех в обучении  и занимал руководящую должность.